# Watford FC
A watfordi székhelyű Watford Football Club az angol másodosztályban játszó labdarúgócsapat.

## Története
1881-ben alapították  Watford Rovers néven.
Az 1914-15-ös szezont Harry Kent vezetése alatt játszotta, majd 1920-ban csatlakozott a Football League-hez. A klub számos helyen játszott korai történetében, mielőtt 1922-ben a Vicarage Roadon állandó helyre költözött volna. A Watford a következő fél évszázad legnagyobb részét  alacsonyabb osztályokban töltötte, többször változtak a színei. Anglia menedzsere Graham Taylor a klubban látta az új lehetőségeket. Taylor 1977-es kinevezése és 1987-es távozása között a Watford a negyedosztályból az első osztályba jutott. A csapat második helyezést ért el az első osztályban az 1982-83-as szezonban, az 1983-84-es szezonban az UEFA Kupában versenyzett, majd az 1984-es FA Kupa döntőbe is bekerült. A klub Aux Boothroyd vezetése alatt további egy  időszakot töltött el az angol labdarúgás legfelső szintjén a 2006-2007-es szezonban. A Watford 2014-15-ben biztosította a feljutást, és a Premier League-ben maradt a 2015-16-os szezontól. A Watford jelenleg a Pozzo család tulajdonában van, ők a tulajdonosai az Udinese Calcio csapatának Olaszországban.  Sir Elton John, a Watford egykori tulajdonosa mindkét Graham Taylor-időszakban,  a klub tiszteletbeli elnöke volt, Taylor haláláig.
A csapat 2019-ben döntőbe jutott az FA-kupában, azonban ott súlyos, 6-0-ás vereséget szenvedett a Manchester City-vel szemben.

## Stadionok
- 1883: Vicarage Meadow
- 1883–1889: Colney Butts
- 1889–1922: Cassio Road
- 1922–: Vicarage Road

## Játékosok
Utolsó módosítás: 2022. február 1.
A vastaggal jelzett játékosok felnőtt válogatottsággal rendelkeznek.
A dőlttel jelzett játékosok kölcsönben szerepelnek a klubnál.
| Mezszám                | Név                  | Nemzetiség | Születési hely  | Születési idő (kor)            | Korábbi csapat          | Érték (€)  | Szerződés lejárta |
| Kapusok                | Kapusok              | Kapusok    | Kapusok         | Kapusok                        | Kapusok                 | Kapusok    | Kapusok           |
| ---------------------- | -------------------- | ---------- | --------------- | ------------------------------ | ----------------------- | ---------- | ----------------- |
| 1                      | Ben Foster           | ENG        | Leamington Spa  | 1983. április 3. (42 éves)     | West Bromwich Albion FC | 300 000    | 2022.06.30.       |
| 26                     | Daniel Bachmann      | AUT        | Bécsújhely      | 1994. július 9. (30 éves)      | Kilmarnock FC           | 3 000 000  | 2024.06.30.       |
| 35                     | Rob Elliot           | IRE · ENG  | London          | 1986. április 30. (39 éves)    | Newcastle United FC     | 200 000    | 2023.06.30.       |
| Védők                  |                      |            |                 |                                |                         |            |                   |
| 2                      | Jeremy Ngakia        | ENG · COD  | London          | 2000. szeptember 7. (24 éves)  | West Ham United U23     | 4 000 000  | 2024.06.30.       |
| 3                      | Danny Rose           | ENG · JAM  | Doncaster       | 1990. július 2. (35 éves)      | Tottenham Hotspur FC    | 2 500 000  | 2023.06.30.       |
| 5                      | William Troost-Ekong | NGR · NED  | Haarlem         | 1993. szeptember 1. (31 éves)  | Udinese Calcio          | 5 000 000  | 2025.06.30.       |
| 11                     | Adam Masina          | MOR · ITA  | Khouribga       | 1994. január 2. (31 éves)      | Bologna FC 1909         | 4 000 000  | 2023.06.30.       |
| 13                     | Nicolas N’Koulou     | CMR        | Yaoundé         | 1990. március 27. (35 éves)    | Torino FC               | 4 000 000  | 2022.06.30.       |
| 14                     | Hassane Kamara       | CIV · FRA  | Saint-Denis     | 1994. március 5. (31 éves)     | OGC Nice                | 6 000 000  | 2025.06.30.       |
| 15                     | Craig Cathcart       | NIR        | Belfast         | 1989. február 6. (36 éves)     | Blackpool FC            | 1 500 000  | 2023.06.30.       |
| 21                     | Kiko Femenía         | SPA        | Sanet y Negrals | 1991. február 2. (34 éves)     | Deportivo Alavés        | 3 000 000  | 2024.06.30.       |
| 22                     | Samir                | BRA        | São Gonçalo     | 1994. december 5. (30 éves)    | Udinese Calcio          | 5 000 000  | 2025.06.30.       |
| 27                     | Christian Kabasele   | BEL · COD  | Lubumbashi      | 1991. február 24. (34 éves)    | KRC Genk                | 3 000 000  | 2024.06.30.       |
| 31                     | Francisco Sierralta  | CHI · SPA  | Las Condes      | 1997. május 6. (28 éves)       | Udinese Calcio          | 1 500 000  | 2022.06.30.       |
| Középpályások          |                      |            |                 |                                |                         |            |                   |
| 4                      | Peter Etebo          | NGR        | Warri           | 1995. november 9. (29 éves)    | Stoke City FC           | 3 000 000  | 2022.05.31.       |
| 6                      | Imrân Louza          | MOR · FRA  | Nantes          | 1999. május 1. (26 éves)       | FC Nantes               | 10 000 000 | 2026.06.30.       |
| 8                      | Tom Cleverley        | ENG        | Basingstoke     | 1989. augusztus 12. (35 éves)  | Everton FC              | 2 000 000  | 2022.06.30.       |
| 12                     | Ken Sema             | SWE · COD  | Norrköping      | 1993. szeptember 30. (31 éves) | Udinese Calcio          | 3 000 000  | 2023.06.30.       |
| 16                     | Dan Gosling          | ENG        | Brixham         | 1990. február 1. (35 éves)     | AFC Bournemouth         | 1 000 000  | 2023.06.30.       |
| 18                     | Ozan Tufan           | TUR        | Bursa           | 1995. március 23. (30 éves)    | Fenerbahçe SK           | 10 000 000 | 2022.06.30.       |
| 19                     | Moussa Sissoko       | FRA · MLI  | Le Blanc-Mesnil | 1989. augusztus 16. (35 éves)  | Tottenham Hotspur FC    | 8 000 000  | 2023.06.30.       |
| 33                     | Juraj Kucka          | SVK        | Bajmóc          | 1987. február 26. (38 éves)    | Parma Calcio 1913       | 2 000 000  | 2022.06.30.       |
| 39                     | Edo Kayembe          | COD        | Kananga         | 1998. június 3. (27 éves)      | KAS Eupen               | 1 300 000  | 2026.06.30.       |
|                        | Yaser Asprilla       | COL        | Bajo Baudó      | 2003. november 19. (21 éves)   | Envigado FC             | 1 000 000  | Nem publikus      |
| Csatárok               |                      |            |                 |                                |                         |            |                   |
| 7                      | Joshua King          | NOR        | Oslo            | 1992. január 15. (33 éves)     | Everton FC              | 8 000 000  | 2023.06.30.       |
| 10                     | João Pedro           | BRA        | Ribeirão Preto  | 2001. szeptember 26. (23 éves) | Fluminense FC           | 10 000 000 | 2025.06.30.       |
| 17                     | Ashley Fletcher      | ENG        | Keighley        | 1995. október 2. (29 éves)     | Middlesbrough FC        | 2 000 000  | 2026.06.30.       |
| 23                     | Ismaïla Sarr         | SEN        | Saint-Louis     | 1998. február 25. (27 éves)    | Stade Rennais FC        | 27 000 000 | 2024.06.30.       |
| 25                     | Emmanuel Dennis      | NGR        | Abuja           | 1997. november 15. (27 éves)   | Club Brugge KV          | 8 000 000  | 2026.06.30.       |
| 28                     | Samuel Kalu          | NGR        | Abia State      | 1997. augusztus 26. (27 éves)  | Girondins de Bordeaux   | 5 500 000  | 2025.06.30.       |
| 29                     | Cucho Hernández      | COL        | Pereira         | 1999. április 20. (26 éves)    | Getafe CF               | 9 000 000  | Nem publikus      |
| 34                     | Kwadwo Baah          | GER · ENG  | Stuttgart       | 2003. január 27. (22 éves)     | Rochdale AFC            | 800 000    | 2026.06.30.       |
| Kölcsönadott játékosok |                      |            |                 |                                |                         |            |                   |
| Név                    | Poszt                | Nemzetiség | Születési hely  | Születési idő (kor)            | Kölcsönben itt          | Érték (€)  | Kölcsön lejárta   |
| Pontus Dahlberg        | kapus                | SWE        | Älvängen        | 1999. január 21. (26 éves)     | Gillingham FC           | 1 200 000  | 2022.05.31.       |
| Maduka Okoye           | kapus                | NGR · GER  | Düsseldorf      | 1999. augusztus 28. (25 éves)  | Sparta Rotterdam        | 3 000 000  | 2022.06.30.       |
| Jorge Segura           | védő                 | COL        | Zarzal          | 1997. január 18. (28 éves)     | CD América de Cali      | 650 000    | 2022.06.30.       |
| Domingos Quina         | középpályás          | POR · GNB  | Bissau          | 1999. november 18. (25 éves)   | Barnsley FC             | 2 500 000  | 2022.05.31.       |
| Tom Dele-Bashiru       | középpályás          | NGR · ENG  | Manchester      | 1999. szeptember 17. (25 éves) | Reading FC              | 700 000    | 2022.05.31.       |
| Ignacio Pussetto       | támadó               | ARG · ITA  | Cañada Rosquín  | 1995. december 21. (29 éves)   | Udinese Calcio          | 4 000 000  | 2022.06.30.       |
| Andre Gray             | támadó               | JAM · ENG  | Wolverhampton   | 1991. június 26. (34 éves)     | Queens Park Rangers FC  | 4 000 000  | 2022.05.31.       |
| Philip Zinckernagel    | támadó               | DEN        | Koppenhága      | 1994. december 16. (30 éves)   | Nottingham Forest FC    | 3 000 000  | 2022.05.31.       |
| Adalberto Peñaranda    | támadó               | VEN · SPA  | El Vigía        | 1997. május 31. (28 éves)      | UD Las Palmas           | 400 000    | 2022.06.30.       |

## Sikerek
Első osztály
- Ezüstérmes (1): 1982–83

Másodosztály
- Ezüstérmes (1): 1981–82
- Rájátszás győztese (2): 1998–99, 2005–06

Harmadosztály
- Bajnok (2): 1968–69, 1997–98
- Ezüstérmes (1): 1978–79

Negyedosztály
- Bajnok (1): 1977–78

FA-kupa
- Ezüstérmes (2): 1983–84, 2018-19

## Rekordok
- Legtöbb meccs: Luther Blissett – 503
- Legtöbb gól: Luther Blissett – 186
- Legnagyobb győzelem: 11–0 a Maidenhead ellen (1990. január 24.)
- Legnagyobb győzelem a Premier League-ben: 3-0 a Liverpool ellen (2015.december.20)
- Legnagyobb vereség: 0–10 a Wolverhampton Wanderers ellen (1912. január 24.)
- Legnagyobb vereség a Premier League-ben: 0–5 a Wimbledon ellen (1999. december 4.)